# Pedersker Sogn
Pedersker Sogn er et sogn i Bornholms Provsti (Københavns Stift).
I 1800-tallet var Pedersker Sogn et selvstændigt pastorat. Det hørte til Sønder Herred i Bornholms Amt. Pedersker sognekommune blev ved kommunalreformen i 1970 indlemmet i Åkirkeby Kommune, der i 2003 indgik i Bornholms Regionskommune.
I Pedersker Sogn ligger Sankt Peders Kirke. Kirkemøllen er en hollandsk mølle.
I sognet findes følgende autoriserede stednavne:
- Gadegård (bebyggelse)
- Gedebak Odde (areal)
- Hullegård (bebyggelse)
- Kirkeby (bebyggelse)
- Kirkemarken (bebyggelse)
- Kællingeby (bebyggelse)
- Lille Myregård (bebyggelse)
- Loftsgård (bebyggelse)
- Pedersker (bebyggelse, ejerlav)
- Rispebjerg (bebyggelse)
- Smålyngen (bebyggelse)
- Store Loftsgård (ejerlav, landbrugsejendom)
- Sømarken (bebyggelse)
- Ved Kirken (bebyggelse)
- Vester Bakkerne (bebyggelse)
- Øle Å (vandareal)
- Øster Bakkerne (bebyggelse)

Den bornholmske udtale af Pedersker er Pærsker.